# 에르콜레 콘살비

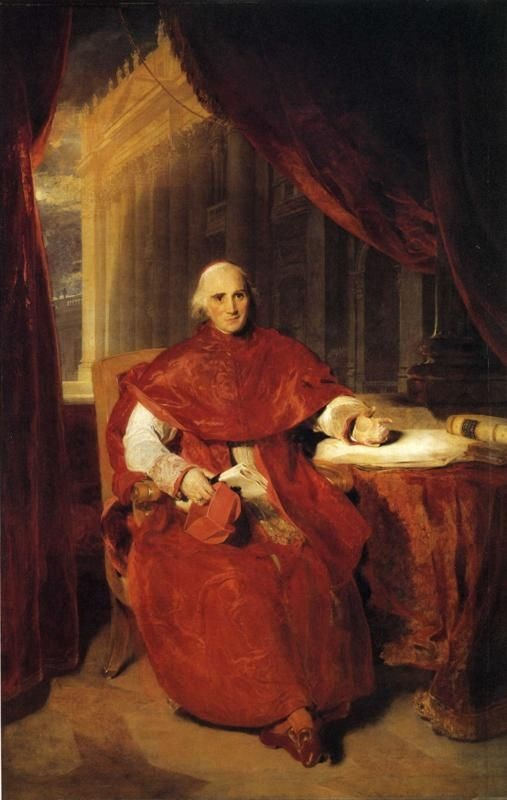
에르콜레 콘살비 추기경의 초상화

에르콜레 콘살비(이탈리아어: Ercole Consalvi, 1757년 6월 8일 ~ 1824년 1월 24일)는 로마 가톨릭교회의 추기경·정치인·외교관이다. 19세기 초에 그는 20여 년간 로마 교황청 정계의 주도권을 잡고 국내외 정세가 교황령에 불리하게 돌아가는 와중에 분투하였으며, 불가능에 가까운 성과를 거두기도 했다.

## 일대기
그는 로마에서 태어났으며, 또한 로마에서 죽었다. 그의 어머니 클라우디아 카란디니는 귀족 여성이었다. 1783년 교황청에 들어간 그는 1792년 교황청 항소법원 법관이 되었다. 프랑스 제국의 군대가 교황령을 공격하여 교황이 도망가고 로마가 함락되자 그도 투옥되었다. 프랑스는 1798년 그를 추방했다.
1799년 11월, 베네치아에서 오스트리아의 보호 아래 새로운 교황을 선출하기 위한 콘클라베가 열렸을 때 콘살비는 당시 서기를 맡았다. 이 비밀 선거에서 그의 친구인 키아라몬티 추기경이 교황 비오 7세로 선출되자, 그는 마침내 추기경이 되고 국무성성 장관 자리에까지 올랐다.
나폴레옹 전쟁 와중에 불분명해진 교황의 세속 권한을 지키려면 당시 전 유럽을 제패하고 있던(영국 제외) 나폴레옹과 협력하다는 것이 불가피하다고 생각한 콘살비 추기경은 정교 문제를 협의하려고 1801년 프랑스를 방문했다. 추기경은 정교 협약을 체결하는 데 성공하여 도저히 불가능하다고 생각했던 문제에 있어서까지 프랑스의 양보를 받아내고, 교회와 국가의 관계에서 전혀 새롭지만 교황도 만족할만한 결과를 이끌어냈다.
콘살비 추기경의 수완에 놀란 나폴레옹은 그를 위험인물로 지목하게 되었으며, 1806년 교황령에 압력을 가해 콘살비 추기경을 국무성성 장관 자리에서 물러나게 했다. 이후 1810년 프랑스군이 다시 교황령을 침공하여 교황을 투옥하자 콘살비 추기경은 달아나 교회의 반 나폴레옹 세력의 중심인물로 활약했다.
나폴레옹 전쟁의 뒤처리를 위해 빈 회의가 열리자 추기경은 교황령의 대표로서 회의에 참석했다. 나폴레옹 전쟁 와중에 교회의 세속권에 대한 불가침성이 무너져 많은 나라가 교회령을 노렸으나, 추기경은 갖은 어려움 속에서도 교황령의 영토 대부분을 복구하는 데 성공했다.
국무성성 장관으로 다시 임명되자 낙후된 교황령의 내정개혁에 전력을 기울였다. 1816년 비오 7세를 설득하여 교황령의 전면적인 조직 개편을 지시하는 교서를 발표하게 하였으며, 1817년 - 1823년 사이에 유럽 각국을 순방하며 정교 협약을 체결했다.
콘살비 추기경의 개혁에 대하여 저항하는 보수파들은 첼란티라는 이름으로 하나로 뭉쳤으며, 1823년 9월 28일 이들은 후임 교황 선거에서 교황 레오 12세를 선출하는 데 성공했다. 이는 콘살비 추기경의 정치생명을 끝장낸 패배였다. 곧바로 해임된 그는 얼마 안 있어 선종했다. 그의 시신은 산 마르첼로 알 코르소 성당에 안치되었다.

## 같이 보기
- 교황 비오 6세
- 교황 비오 7세
- 교황 레오 12세
- 나폴레옹 전쟁
- 빈 회의
- 국무성성 장관 추기경